# ۱۱۳۲ (قمری)
۱۱۳۲ (قمری)، هزار و صد و سی و دومین سال در گاهشماری هجری قمری است. اول محرم این سال برابر با چهاردهم نوامبر سال ۱۷۱۹ میلادی است.